# پاتنم (آلاباما)
پاتنم (به انگلیسی: Putnam) شهرکی در شهرستان مارنگو ایالت آلاباما است که مساحت آن ۲۴٫۵۷ کیلومترمربع است و در سرشماری سال ۲۰۱۰ میلادی، ۱۹۳ نفر جمعیت داشته و تراکم جمعیتی آن، ۷٫۸۶ در کیلومترمربع بوده است.